# 佐藤早苗
佐藤 早苗（さとう さなえ、1934年7月1日 - ）は、日本のノンフィクション作家。

## 人物・来歴
東京市（現東京都）中野区生まれ。広島県福山市育ちで、広島大学附属福山高校卒業、女子美術大学洋画科中退。鶴岡政男に師事、自由美術協会に属して美術活動をするが、40歳でノンフィクション作家に転向した。

## 著書
- 『誰も書かなかった韓国 近くて遠い隣人たちの素顔』サンケイ新聞社出版局 1974年
- 『海に建った未来都市 芦屋浜の超高層』毎日新聞社 1980年
- 『ドキュメント・ハワイ 日系人が築いたもう一つの日本』鎌倉書房 1980年
- 『誰も書かなかった戦争』光人社 1982年
- 『軍神 遺された女たちの十字架』光人社 1983年
- 『佐藤寛子泣いて笑って』山手書房 1984年
- 『東条勝子の生涯 "A級戦犯"の妻として』時事通信社 1987年 「東條英機の妻勝子の生涯」河出文庫
- 『燃える韓国 行く前に読む本』毎日新聞社・ミューブックス 1987年
- 『ロイヤル競馬楽 優駿は疾るドラマ』毎日新聞社・ミューブックス 1988年
- 『ルーマニアの奇跡』新人物往来社 1990年
- 『東条英機「わが無念」 獄中手記・日米開戦の真実』光文社 1991年 のち河出文庫
- 『輝きの航海 日本の客船とその時代』時事通信社 1993年
- 『ボケたくはないけれど アルツハイマー型痴呆症レポート』時事通信社 1994年
- 『東条英機封印された真実』講談社 1995年
- 『特攻の町・知覧 最前線基地を彩った日本人の生と死』光人社 1997年 のち文庫
- 『アルツハイマーに克つ 家族が患者にできること』新潮社 2000年
- 『奇跡の村 隠れキリシタンの里・今村』河出書房新社 2002年
- 『アルツハイマーを知るために』新潮社 2003年 のち文庫
- 『特攻基地知覧始末記』光人社 2008年 のち文庫

## 註
1. ↑  『佐藤寛子泣いて笑って』著者略歴。
2. ↑  『特攻基地知覧始末記』著者略歴。